# Дрена (город)
Дрена (итал. Drena) — коммуна в Италии, располагается в области Трентино-Альто-Адидже, в провинции Тренто.
Население коммуны, на 01.01.2023 года, составляло 594 человека, плотность населения ─ 71,25 чел./км². Коммуна занимает площадь 8,34 км². Почтовый индекс — 38074. Телефонный код — 0464.
Покровителем коммуны почитается святитель Мартин Турский, празднование 11 ноября.

## Население
Название жителей ─ дренезе (итал. drenese; м. р., ж. р., ед.ч.), дренези (итал. drenesi; м. р., ж.р., мн.ч.).
Динамика населения:

## Города-побратимы
- Халлерндорф, Германия (c 1989)[2]

## Администрация коммуны
- Официальный сайт: http://www.comune.drena.tn.it/ Архивная копия от 22 января 2010 на Wayback Machine